# Walter Matthau
Walter John Matthau (New York, 1. listopada 1920. – Santa Monica, Kalifornija, 1. srpnja 2000.), američki filmski, kazališni i televizijski glumac, dobitnik Oscara.

## Životopis
Walter Matthau se rodio u njujorškoj četvrti Lower East Side. Potječe iz obitelji rusko-židovskih useljenika u SAD. Glumom se počeo baviti nakon povratka iz Drugog svjetskog rata. Prvotno je nastupao isključivo u kazalištu, a na filmu je debitirao 1950. godine i nastupao do smrti, čitavih 50 godina. Ostvario je niz zapaženih, pretežno komičnih uloga, a za onu u filmu Kolačić sreće dobio je Oscara za najboljeg sporednog glumca. Za njega je slava nastupila vrlo kasno jer nije odgovarao idealnima ljepote po standardima Hollywooda. Dva je puta vodio dodjelu Oscara: prvi su mu put partneri bili Goldie Hawn, Gene Kelly, George Segal i Robert Shaw, a drugi put Dudley Moore, Liza Minnelli i Richard Pryor.
Matthauov veliki prijatelj bio je Jack Lemmon. Zajedno su snimili deset filmova (jedanaest, ako se računa i Kotch, ali tu je Walter nastupio u cameo ulozi). Njihovi najpoznatiji filmovi su Stara gunđala i Stara gunđala 2.
U filmu "Šarada" glumio je nasuprot Audrey Hepburn.
Walter Matthau se dva puta ženio i ima troje djece, kćer i dva sina.
Nekoliko puta pretrpio je srčani udar, a umro je tri mjeseca prije 80. rođendana od zatajenja srca. Pravi uzrok smrti bio je rak debelog crijeva, čije su metastaze zahvatile pluća, jetru i mozak.

## Vanjske poveznice
- Walter Matthau u internetskoj bazi filmova IMDb-u (engl.)